# Krieg des Deutschen Ordens gegen Polen (1327–1332)
Der Krieg des Deutschen Ordens gegen Polen (1327–1332) (polnisch Wojna polsko-krzyżacka (1327–1332)) war ein militärischer Konflikt, der ab dem Jahr 1327 zwischen dem Deutschen Orden und dem Königreich Polen stattfand. Der Deutschordensstaat wurde vom Königreich Böhmen und den masowischen Herzogtümern unterstützt.  Polen wurde vom Großfürstentum Litauen, Königreich Ungarn und dem Herzogtum Jauer unterstützt.

## Hintergrund
Der Krieg reiht sich ein in die Geschichte der Polenkriege des Deutschen Ordens ein. Zum Zerwürfnis zwischen dem Ordensstaat und Polen kam es nach der Übernahme von Danzig durch den Deutschen Orden 1308. 1325 kam es zu einem Wechsel der Bündnisse und das Königreich Polen verbündete sich mit dem Großfürstentum Litauen gegen den Deutschen Orden. Gleichzeitig kam es zum Konflikt zwischen Masowien und dem Königreich Polen, da letzteres die masowischen Teilherzogtümer eingliedern wollte. Die masowischen Herzöge wandten sich daher 1327 an den Deutschen Orden mit der Bitte um Beistand gegen den polnischen König Władysław I. Ellenlang. Die Stellung Władysław I. Ellenlang als polnischer König wurde wiederum vom böhmischen König Johann von Böhmen streitig gemacht, da Johann selbst die polnische Krone beanspruchte. Schließlich befand sich Bolko II. von Schweidnitz-Jauer im Konflikt mit Johann und suchte die Unterstützung von seinem Stiefvater Władysław.

## Kriegsverlauf
1327 marschierten böhmische Truppen Johanns in Kleinpolen ein. Sie zogen jedoch von Krakau wieder ab, als der ungarische König Karl I. auf Seiten Władysławs eingriff. In Masowien belagerte ein polnisches Heer Gostynin, zog sich jedoch nach dem Heranrücken von Rittern des Deutschen Ordens ab. Im Juli kam es zur Schlacht bei Kowal zwischen dem Herzog Wacław von Płock und dem Komtur Otto von Lauterberg auf der einen Seite und Władysław auf der anderen. 1328 und 1329 führte Johann mit dem Deutschen Orden einen Kreuzzug gegen die mit Władysław verbündeten Litauer unter Gediminas. Daraufhin fiel Władysław im Kulmer Land ein. Der Großmeister Werner von Orseln schloss mit Johann darauf erneut ein Bündnis gegen Władysław in Thorn und fiel seinerseits mit einem Heer ins Dobriner Land ein. Wacław von Płock leistete Johann den Lehnseid. Die Deutschordensritter eroberten 1329 und 1330 Włocławek, Radziejów, Nakło nad Notecią, Bromberg und einige Burgen im Grenzland. Johann und Dietrich von Altenburg wollten 1331 ihre Heere bei Kalisz vereinigen. Wincenty z Szamotuł organisierte für Władysław die Verteidigung von Großpolen. Die Belagerung von Kalisz durch den Deutschorden begann im September 1331. Das böhmische Heer wurde jedoch in Schlesien von Bolko II. angehalten, der ein Bündnis zwischen Władysław und dem Kaiser Ludwig IV. gegen Johann zu vermitteln suchte. Da die Unterstützung aus Böhmen nicht kam, ließen die Ordensritter von Kalisz ab und begannen die umliegenden Städte und Burgen zu plündern, unter anderem Łęczyca, Uniejów, Szadek, Sieradz, Stawiszyn und Konin. Bei letzterem kam es Ende September zur Schlacht bei Konin sowie kurze darauf bei Płowce zwischen Otto von Lauterberg und Dietrich von Altenburg einerseits sowie Władysław und Wincenty andererseits. Nach der Schlacht bei Płowce zogen sich die Deutschordensritter aus Kujawien zurück. In der Zwischenzeit belagerte Johann Posen. Als er jedoch von dem Rückzug des Deutschen Ordens erfuhr, brach er die Belagerung ab und zog sich nach Schlesien zurück. 1332 kam es noch zu einzelnen Kriegshandlungen in Kujawien und im Kulmer Land, die jedoch nicht mehr kriegsentscheidend waren. Daraufhin wurde noch im selben Jahr auf Vermittlung des päpstlichen Legaten ein Waffenstillstand vereinbart. Władysław verstarb 1333 und sein Sohn Kasimir der Große schloss unter Vermittlung des ungarischen Königs Karls mit Johann 1335 einen Ausgleich auf dem Hoftag von Visegrád. Kasimir verzichtete auf eine kriegerische Auseinandersetzung mit dem Deutschen Orden, verklagte diesen stattdessen 1339 vor dem päpstlichen Gericht in Warschau, wo er ein günstiges Urteil erstritt, das der Orden jedoch nicht befolgte. Eine erneute Streitbeilegung wurde im Vertrag von Kalisch 1343 versucht.

## Folgen
Der Konflikt zwischen dem Ordensstaat und Polen wurde zeitweise beendet. Das Bündnis zwischen Polen und Litauen zerbrach vorübergehend im Konflikt um das Fürstentum Galizien-Wolhynien. Mit der Union von Krewo 1385 nähersten sich Polen und Litauen wieder an, was zum Großen Krieg des Deutschen Ordens gegen Polen-Litauen 1409–1411 mit der Schlacht bei Tannenberg (1410) führte. Die Luxemburger verzichteten auf die polnischen Krone. Kasimir verzichtete auf Schlesien. Masowien geriet in Abhängigkeit zum Königreich Polen, blieb jedoch bis 1526 als Herzogtum bestehen.